# Rigobert Song
Rigobert Song (* 1. Juli 1976 in Nkanglicock) ist ein ehemaliger kamerunischer Fußballspieler. Er ist Rekordspieler der kamerunischen Nationalmannschaft. Er war mehrfach Trainer der kamerunischen Fußballnationalmannschaft.

## Spielerkarriere
Der Innenverteidiger Song begann Anfang der 1990er-Jahre seine Karriere bei Tonnerre Yaoundé und nahm als 17-Jähriger an der Fußball-Weltmeisterschaft 1994 in den USA teil. Er wechselte nach der WM in die erste französische Liga zum FC Metz. Hier blieb er bis zur Fußball-Weltmeisterschaft 1998 in Frankreich. Anschließend wechselte er nach Italien zu Salernitana Calcio, wo er bis zur Winterpause blieb, und wechselte im Januar 1999 zum FC Liverpool. Von November 2000 bis zum Oktober 2001 spielte er bei West Ham United, um dann auf Leihbasis zum 1. FC Köln in die Fußball-Bundesliga zu wechseln. 
Bei der Fußball-Weltmeisterschaft 2002 in Japan und Südkorea spielte Song für die kamerunische Fußballnationalmannschaft sein drittes WM-Turnier. In der Vorrunde traf seine Mannschaft unter Trainer Winfried Schäfer auf Deutschland. Nach dem Turnier verließ er den aus der Bundesliga abgestiegenen 1. FC Köln und ging wieder nach Frankreich zum RC Lens. Seit der Saison 2004/05 spielte der Mannschaftskapitän der kamerunischen Nationalmannschaft bei Galatasaray Istanbul und hatte bis 2008 laufenden Vertrag. Im Juni 2008 wechselte er zum türkischen Erstligisten Trabzonspor.
Der Afrikameister war der erste Spieler, der zwei rote Karten bei Fußball-Weltmeisterschaften erhielt: 1994 im Spiel gegen Brasilien und 1998 in der Partie gegen Chile. Der einzige andere Spieler, dem dies noch „gelang“, ist Zinédine Zidane (1998 gegen Saudi-Arabien/2006 gegen Italien). Song wurde 1994 mit 17 Jahren als jüngster Spieler der WM des Feldes verwiesen sowie 1998 als jüngster Kapitän.
Er ist der erste afrikanische Spieler, der bei vier Weltmeisterschaften (1994, 1998, 2002 und 2010) eingesetzt wurde. Er nahm als erster Spieler an acht Afrikameisterschaften (1996 bis 2010) teil und bestritt mit 36 Spielen die meisten Spiele bei Afrikameisterschaften.
Im August 2010 beendete Song seine Nationalmannschaftskarriere. Der Verteidiger ist mit 137 Länderspielen Rekordspieler der Nationalmannschaft von Kamerun.

## Trainerkarriere
Von Oktober 2015 bis März 2016 trainierte Song die Tschadische Fußballnationalmannschaft.
Ende Februar 2016 wurde er zum Trainer der Kamerunischen Nationalmannschaft für die Afrikanische Nationenmeisterschaft ernannt.
Ab 2016 trat er als Trainer einer Amateurauswahl der kamerunischen Nationalmannschaft (Kamerun A’) bestehend aus Spielern der heimischen Ligen in Erscheinung.
Im Februar 2022 wurde er nach Anordnung des kamerunischen Staatspräsidenten Paul Biya als Nachfolger des Portugiesen Toni Conceição erneut Nationaltrainer der A-Nationalmannschaft seines Heimatlandes. Nach dem Ausscheiden im Achtelfinale des Afrika-Cups wurde sein Vertrag im Februar 2024 nicht verlängert.
Im März 2025 trat er das Amt des Nationaltrainers der Zentralafrikanischen Republik an.

## Persönliches
Sein Cousin Alex Song spielte ebenfalls für die kamerunische Fußballnationalmannschaft. Song ist verheiratet und hat mit seiner Frau vier Kinder. Seine Söhne Ronny und Bryan wurden ebenfalls Fußballspieler. Im Oktober 2016 erlitt Rigobert Song einen Schlaganfall und fiel im Hôpital Central de Yaoundé ins Koma. Am 5. Oktober 2016 wurde Song aus dem Krankenhaus nach Paris ins Hôpital Universitaires La Pitié salpêtrière - Charles Foix ausgeflogen.

## Erfolge
- 1996: Französischer Ligapokalsieger
- 2000: Afrika-Meister
- 2002: Afrika-Meister
- 2003: Finale Confederations Cup
- 2005, 2010: Türkischer Pokalsieger
- 2006: Türkischer Meister
- 2008: Vize Afrika-Meister
- 2008: Türkischer Meister
- 2010: Türkischer Pokalsieger mit Trabzonspor